# Anovo
Anovo était une société spécialisée dans la gestion durable du cycle de vie des produits électroniques. Implantée dans 8 pays et qui dispose de 20 sites industriels en Europe et en Amérique du Sud, l'entreprise est créée à Beauvais en 1987 sous le nom Anovo et a fait partie du CAC Small 90.
Elle a été mise en redressement judiciaire le 28 juillet 2011 sur décision du tribunal de commerce de Beauvais, dont dépend le siège du groupe. Les actifs sont repris par Butler Capital Partners le 28 octobre 2011 suivant la décision du tribunal de commerce de Beauvais et la société est placée en liquidation judiciaire par décision du même tribunal le 6 décembre 2011[réf. nécessaire].